# Nemea
Nemea (tiếng Hy Lạp: ?) là một khu tự quản ở vùng Peloponnesos, Hy Lạp. Khu tự quản Nemea có diện tích 205 km², dân số theo điều tra ngày 18 tháng 3 năm 2001 là 7286 người.